# 秦相光
秦 相光（はた の すけみつ）は、戦国時代の松尾大社の神主。秦相豊の子。官位は従三位。松尾大社神官の東家・南家の祖。

## 出自
松尾大社神主家の東本家に伝わった「東本家系図」によると、松尾大社の創建者である秦都理の末裔で秦相豊の子とされる。同系図によると、秦都理からの系譜は秦都理-峯雄-有司-春種-常忠-忠親-常遠-奉親-相宣-相範-相光-相任-頼任-親任-頼親-相親-頼康-相久-康継-相幸-久継-康貫-孝久-孝頼-頼為-久貫-孝貫-相季-相通-相吉-相郷-相種-相冬-相豊-相光とされる。

## 概要
「東本家系図」によると、天文10年（1542年）4月1日に松尾大社神主に任じられ、永禄6年（1563年）4月13日に従三位に叙され、天正9年（1581年）10月3日に死去したとされる。子の秦相房は松尾大社東家の祖である。